# Gà tam hoàng

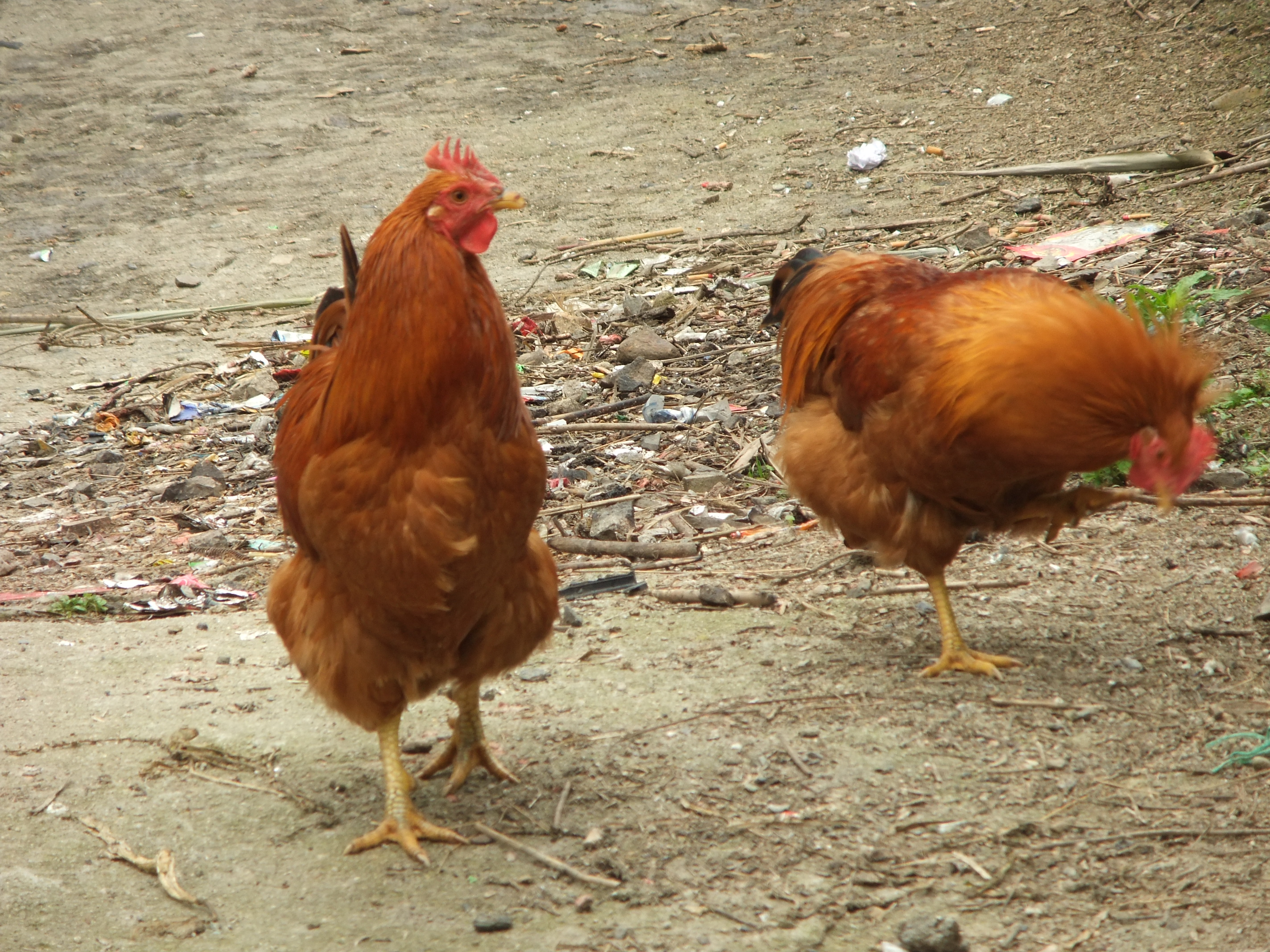
Gà Tam hoàng

Gà Tam hoàng là một giống gà nuôi có xuất xứ từ tỉnh Quảng Đông - Trung Quốc, được nuôi phổ biến ở một số nước để lấy thịt và lấy trứng. Đây là một giống gà thuần hoá, dễ nuôi và lớn nhanh và là loại gà hướng thịt thích nghi tốt với kiểu nuôi chăn thả cũng như chăn nuôi công nghiệp, có năng suất cao, chất lượng thịt thơm ngon, phù hợp với thị hiếu người tiêu dùng.

## Đặc điểm đặc trưng của giống
Gà Tam hoàng có bộ lông màu vàng nhạt (màu lông tương đối đồng nhất), chân vàng, mỏ vàng (nên được gọi là gà Tam hoàng), đuôi có lông đen lẫn vào, cơ thể hình tam giác, thân ngắn, lưng bằng, chân ngắn, hai đùi phát triển, chiều cao trung bình, trọng lượng khoảng 2 đến 4 kg (nuôi đến tháng thứ tư), một con gà Trống trưởng thành trung bình nặng từ từ 2,5 – 4 kg, gà Mái trưởng thành năng từ 2 - 2,5 kg, thịt gà vàng và rất chắc thịt.
Để đạt 1 kg tăng trọng thì người nuôi phải tiêu tốn hết 2,2 - 2,5 kg thức ăn. Gà Tam hoàng đẻ khi 5 tháng tuổi, và đẻ khá năng suất, sản lượng trứng bình quân 150 quả/mái/năm (hoặc 68 tuần). Gà Tam hoàng có tỷ lệ nuôi sống rất cao (95%) và khả năng kháng bệnh tốt, chính vì vây được nuôi phổ biến đặc biệt là tại Việt Nam.

## Sản phẩm thịt
Thịt gà tam hoàng có thể chế biến rất nhiều món tuỳ theo sở thích như: Luộc, kho tiêu, hấp hành, hầm với các loại củ... Thịt gà tam hoàng là món ăn không chỉ cung cấp chất dinh dưỡng mà còn có thêm năng lượng, calci. Ngoài những chất albumin, chất béo, thịt gà còn có các vitamin A, B1, B2, C, E, axit, calci, phosphor, sắt. Đây là loại thực phẩm chất lượng cao, cơ thể con người dễ hấp thu và tiêu hóa.
Theo Đông Y, thịt gà nói chung và gà Tam Hoàng nói riêng có tính ôn ngọt, không độc, bổ dưỡng, lành mạnh phổi. Loại thịt này còn chữa băng huyết, xích bạch đới, lỵ, ung nhọt, là loại thực phẩm bổ âm cho tỳ vị, bổ khí, huyết và thận. Đặc biệt, thịt gà có tác dụng bồi bổ cao cho người bị bệnh lâu ngày, dạ dày bị phong hàn, suy yếu không hấp thu được thức ăn. Ngoài bổ khí huyết, thịt gà còn giúp trừ phong.

## Phương thức

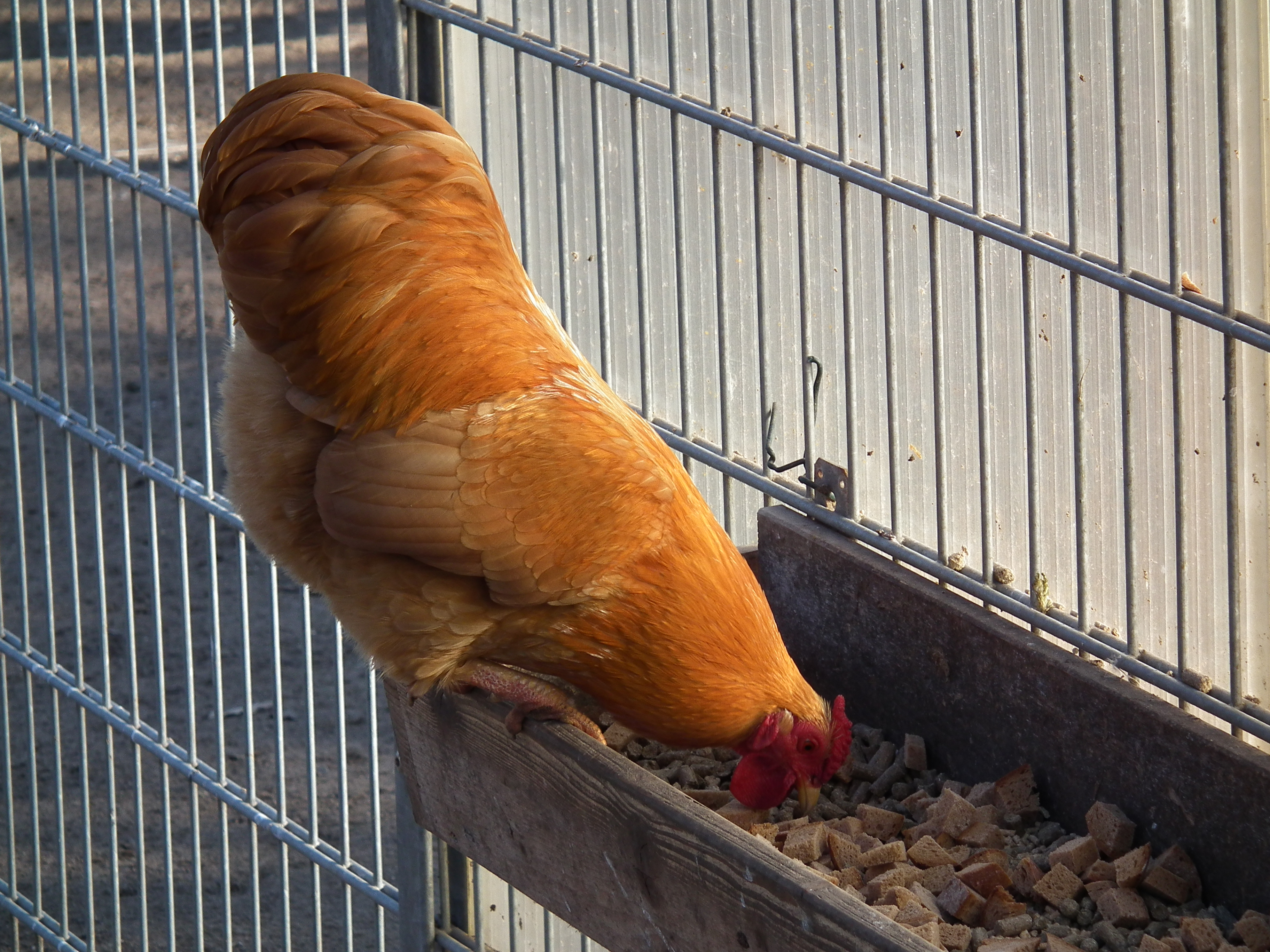
Một con gà đang ăn

Gà tam hoàng được nuôi theo hình thức công nghiệp (chăn nuôi công nghiệp) hoặc bán công nghiệp (thả vườn hoặc nuôi tập trung tại chuồng trại). Kỹ thuật um gà con: Tất cả dụng cụ chăn nuôi đã được sát trùng trước. Lồng úm có kích thức 1m x 2m úm 100 gà con trong 2 tuần đầu. Sau đó giảm dần theo mật độ.
- Nhiệt độ úm: Khuyến cáo dùng 2 đến 3 bóng đèn 75W cho 100 gà con. Ổn định ở 32-35 độ C trong những ngày đầu đồng thời quan sát tình trạng đàn gà để điều chỉnh nhiệt độ. Trong 1-2 ngày đầu thường úm cả ngày lẫn đêm, tuần thứ hai chủ yếu úm vào ban đêm.
- Chế độ ăn uống: cần thực hiện các nguyên tắc sau: Ngày thứ nhất, gà mới bắt về chỉ nên cho uống nước. Ngày thứ hai, bắt đầu cho ăn bắp hoặc tấm xay nhuyễn. Đến ngày thứ ba, cho ăn 50% bắp (tấm) cộng với 50% thức ăn hỗn hợp, sau đó cứ mỗi ngày tăng thêm 25% thức ăn hỗn hợp và giảm bắp (tấm) cho tới khi chuyển sang ăn hoàn toàn thức ăn hỗn hợp.

Trong tháng thứ 2, thứ 3 có thể dùng kháng sinh 2-3 lần/tháng kết hợp dùng xen kẽ các loại vitamin, electrolytes. Tuỳ theo thời tiết và điều kiện môi trường của từng nơi mà có thể thay đổi lịch dùng thuốc cho phù hợp. Đối với bệnh cầu trùng thường gặp ở gà con dưới 2 tháng tuổi, có thể phòng bệnh này bằng các loại thuốc như DOT, Avatec, Sacox, Anticoc....